# El aula voladora
El aula voladora es una novela para niños  del escritor alemán Erich Kästner y su ilustrador Walter Trier, que se publicó después de que los nacionalsocialistas llegaron al poder en noviembre de 1933. Por primera vez, el nombre Trier -dada la ascendencia judía del mismo- ya no pudo aparecer en la ilustración en color de la portada del libro.  Las dos primeras ediciones fueron publicadas por Deutsche Verlags-Anstalt en Stuttgart, todas las ediciones posteriores por Atrium en Zúrich.

## Trama
La novela comienza con un marco en el que el autor, el propio Erich Kästner, aparece como personaje. Los primeros capítulos describen cómo decide escribir una historia navideña durante sus vacaciones de verano en Grainau, Alta Baviera: esta novela trata sobre estudiantes de secundaria en un internado de Alta Baviera poco antes de las vacaciones de Navidad. Los personajes principales son cinco estudiantes de un internado que son amigos y que ensayan su obra El aula voladora para la próxima fiesta de Navidad y viven la época prenavideña de diferentes maneras. Se trata del líder de clase Martin Thaler, concienzudo y fanático de la justicia, que no puede volver a casa en Navidad porque sus padres son pobres; el silencioso e introvertido Jonathan “Johnny”, abandonado por sus padres biológicos, que pasa la Navidad en un internado porque su padre adoptivo es un capitán de ultramar; Matthias Selbmann, físicamente fuerte, insensible y bondadoso, que espera con ansias el saco de boxeo que le regalarán en Navidad, porque emula a Max Schmeling; Ulrich “Uli” von Simmern, sensible y temeroso, que quiere demostrar antes de Navidad que no es un cobarde; y el inteligente y complicado Sebastian Frank, que considera inútil la Navidad y darse regalos unos a otros, pero sigue fiel a la tradición. Además, los adultos, el Dr. Johann “Justus” (el Justo) Bökh, el tutor del internado admirado por todos, y el “no fumador”, un pianista aficionado fumador que vive como un desertor en un vagón de tren para no fumadores de la Reichsbahn. Resulta que solía ser médico.
La historia consta de episodios individuales. Al principio, un compañero de clase, Rudi Kreuzkamm, hijo del profesor de alemán, es secuestrado junto con los cuadernos de dictado de la clase de su padre por alumnos de una Realschule (escuela secundaria) tradicionalmente hostil y encarcelado en un sótano. Se avecina una pelea de bolas de nieve entre las dos escuelas. El no fumador sugiere que el estudiante más fuerte de la Realschule (un niño llamado Heinrich Wawerka) luche contra el estudiante del Gymnasium más fuerte (Matthias Selbmann, llamado Matz), y que el ganador de la pelea debería ser también el ganador de la guerra escolar. Matz gana la pelea, pero los estudiantes de la Realschule incumplen su palabra y no liberan al prisionero. Los cinco estudiantes del Gymnasium tienen que liberar por la fuerza a su compañero Rudi Kreuzkamm, pero descubren que los cuadernos de dictado han sido quemados delante del prisionero. A esto le sigue un estricto interrogatorio de los niños por parte de su tutor, el Dr. Bökh, quien, sin embargo, comprende su “salida” no autorizada y por eso renuncia a un castigo draconiano porque admira el coraje moral de los niños.
Otros episodios incluyen los ensayos de la obra titulada El aula voladora, que se representará antes de Navidad; luego, la desesperada demostración de coraje de Uli cuando salta de un columpio con un paraguas en la mano y se rompe una pierna; y más tarde la reunión concertada por los estudiantes Dr. Bökhs con su viejo amigo, el “no fumador”, así como el viaje navideño de Martin Thaler a casa de sus padres indigentes después de que el Dr. Bökh le dio a Martin el dinero para el viaje.
Al final se retoma la narrativa inicial y el autor cuenta cómo dos años más tarde, en Berlín (en la primera adaptación cinematográfica en el Hofgarten de Múnich), conoce a Johnny Pess y a su padre adoptivo. Todos sus compañeros y él se han convertido en personalidades independientes, todos valientes y llenos de vida a su manera. Sorprendentemente, Uli es ahora el más asertivo de todos.
Después de los Juegos Olímpicos de Invierno de 1936, Kästner escribió como secuela un cuento titulado: Zwei Schüler sind verschwunden (Dos estudiantes han desaparecido). En esta breve historia, los tercianos Matthias y Uli huyen del internado de Kirchberg a Garmisch-Partenkirchen para ver los Juegos de Invierno y se hacen amigos de un jugador inglés de hockey. 

## Personajes
- Jonathan Trotz, o Johnny, un niño medio americano abandonado por sus padres. Le encanta la poesía y la escritura, y sueña con ser un gran escritor algún día. Quiere casarse con una mujer de buen corazón y tener hijos que no desechará.
- Martin Thaler, o Das Dreimarkstück (el billete de tres marcos), un estudiante pobre (en términos de recursos familiares) pero brillante. Sus padres no pueden permitirse el lujo de que viaje a casa esta Navidad y eso le preocupa mucho. Martin tiene un sentido de la justicia muy fuerte y saldrá peleando con sus amigos aunque eso signifique arriesgar su beca.
- Matthias Selbmann, o Matz, no muy inteligente, pero sí fuerte. Constantemente anhela comida y quiere ser boxeador profesional. Los otros niños confían en él para aplastar a sus oponentes. Matz es algo sobreprotector con su mejor amigo, Uli.
- Uli von Simmern: el niño rico, pequeño, rubio y subestimado, el mejor amigo de Matz. Siempre trata de hacer lo mejor que puede durante las peleas, pero generalmente termina escondiéndose por miedo. Uli decide realizar un acto de bravuconería para que los demás dejen de burlarse de él.
- Sebastian Frank: el cínico de los cinco. Pasa su tiempo leyendo "libros inteligentes", como los que tratan sobre genética o filosofía (schopenhaueriana). Aunque sale mucho con Jonathan y los otros chicos, en realidad no tiene amigos reales y es una figura solitaria que se pone una máscara fría para cubrir sus propias debilidades.
- Theodor Laban - llamado Der Schöne Theodor (Theo el guapo). Es el prefecto de Martin y está ocupado tratando de quedar bien ante los ojos de los profesores.
- Dr. Johann Bökh, apodado Justus, el profesor favorito de los niños. Fue alumno de la escuela Johann-Sigismund y sabe bien lo dura que puede ser la vida en la escuela. Por eso volvió a la escuela, para asegurarse de que los niños no tuvieran que sufrir como él.
- Dr. Robert Uthofft, apodado "no fumador", un viejo amigo de Justus. Era médico. Cuando perdió a su esposa y a su hijo, desapareció y luego se instaló en una casa rodante situada cerca de su antigua escuela. Su apodo no se debe a que no fuma (y mucho), sino a que vive en un viejo vagón de ferrocarril, que todavía lleva un cartel que dice "no fumador".

## Antecedentes
Este fue el último libro de Kästner publicado antes del ascenso de los nazis al poder. Aunque los nazis no se mencionan explícitamente en ninguna parte del libro, la situación de crisis económica y desempleo masivo que hizo que muchos votantes alemanes se volvieran hacia Hitler es muy evidente en el trasfondo del libro. Poco después de publicar El aula voladora tuvo que presenciar cómo el NSDAP llegó al poder y cómo sus libros y los de otros disidentes fueron quemados.

## Recepción
Katharina Döbler destacó en 2003 que el libro para niños de Kästner, que entonces tenía 70 años, era adecuado para sobrevivir a tiempos y épocas, porque los problemas básicos que en él se abordaban no estaban limitados en el tiempo. Las “feas experiencias básicas de la infancia”, como el abandono que Johnny A pesar experimenta cuando era pequeño, el deseo desesperado de reconocimiento que lleva al pequeño Uli von Simmern a su peligrosa prueba de coraje y las restricciones provocadas por la pobreza que Martin Thaler y su familia Tengo que lidiar con él, todavía existe. Döbler elogia la construcción de un baluarte de amistad contra tanta amargura.  “Se nota en el libro: la charla, las estrictas jerarquías, el culto al combate masculino y los rituales de camaradería. Fue publicado en 1933”.
El erudito y literato alemán Alwin Binder escribió en 1980 que el comportamiento comunicativo en El aula voladora muestra cómo personas retratadas como ejemplares por Erich Kästner en sus libros infantiles transmiten máximas y patrones de comportamiento que contradicen sus intenciones educativas. En lugar de soluciones a través del diálogo, se propagan soluciones violentas (duelos, peleas de bolas de nieve). La superación de uno mismo se presenta como una virtud (la prueba de coraje de Ulli, quien también es retratado como el prototipo de un héroe valiente según la ideología nazi). Las causas de la pobreza tampoco se consideran un problema.

## Adaptaciones cinematográficas
El aula voladora se ha filmado cuatro veces. Das fliegende Klassenzimmer (1954) se adhiere más estrechamente a la novela original. Aquí Erich Kästner aparece como él mismo y como narrador.
En la segunda adaptación cinematográfica, Das fliegende Klassenzimmer (1973), se omitió la historia precuela en la que Erich Kästner cuenta cómo escribió la novela El aula voladora. Por lo demás, sólo se hicieron ajustes muy ligeros a las nuevas condiciones de vida de los años setenta. Sin embargo, la acción, que en la novela tiene lugar en invierno, se trasladó al verano y el final cambió significativamente: al final de la película, toda la clase de la escuela vuela a Mombasa, haciendo realidad el aula voladora.
Los mayores cambios con respecto a la historia original se produjeron en Das fliegende Klassenzimmer (2003). Las escenas de palizas masivas, que se describen con gran detalle en el libro, se omiten en gran medida. Los personajes principales (figuras de identificación) son retratados como estudiantes amantes de la paz que sufren ataques de "externos" (compañeros de estudios que no viven en el internado). Los ataques de compañeros externos fueron reinterpretados como temas contemporáneos como el “bullying camino a la escuela”. Además, el evento se traslada de un internado normal al internado del coro St. Thomas en Leipzig.
Otra adaptación cinematográfica tuvo lugar en 2023.

## Adaptaciones teatrales
La novela de Kästner también fue adaptada al teatro.
- 2012: Das fliegende Klassenzimmer.  Junges Theater Bonn[15]
- 2014: Das fliegende Klassenzimmer.  Versión teatral: Franziska Steiof[16]
- 2016: Das fliegende Klassenzimmer. Música: Jherek Bischoff, Theater Basel[17]
- 2023: Das fliegende Klassenzimmer. Música: Katrin Schweiger, Texto: Marco Dott Salzburger Landestheater[18][19]
- 2023: Das fliegende Klassenzimmer. Música: Lucia Ronchetti, Texto: Friederike Karig Junge Oper, Theater Duisburg[20]